# Allium greuteri
Allium greuteri är en amaryllisväxtart som beskrevs av Salvatore Brullo och Pietro Pavone. Allium greuteri ingår i släktet lökar, och familjen amaryllisväxter.
Artens utbredningsområde är Libya. Inga underarter finns listade i Catalogue of Life.